# José de Udaeta
José Luis de Udaeta París (* 27. Mai 1919 in Barcelona; † 14. September 2009 ebenda) war ein spanischer Flamenco-Tänzer, Choreograf, Pädagoge, Kastagnetten-Virtuose und Autor.

## Leben
Udaeta war das jüngste von acht Kindern einer großbürgerlichen katalanischen Familie. Neben seinem Medizinstudium studierte er klassischen Tanz bei Juan Magriña in Barcelona mit Fortbildungen in Paris bei Serge Lifar und Boris Kniaseff. Danach studierte er spanischen Tanz bei Francisca Gonzalez und Regla Ortega in Madrid, Escuela bolera bei den Geschwistern Pericet und Flamencotechnik bei Juan Sanchez, „El estampio“. Von 1945 bis 1949 war er im festen Engagement Solotänzer und Choreograf an den Madrider Opernbühnen. Zusammen mit seiner Frau, Marta Font, mit der er seit 1945 verheiratet war, hatte er zwei Söhne: Alberto de Udaeta (* 1947) und Santiago de Udaeta.
Seine internationale Karriere startete Udaeta 1948 in Genf gemeinsam mit der Schweizer Tänzerin Susanne Looser. Als „Susana y José“ traten beide 22 Jahre lang gemeinsam auf. Zu den bedeutendsten Choreografien dieser Zusammenarbeit zählen Orfeo gitano (1951), Don Juan (1952), Romance de Carmen y Don José (1958) und La Celestina (1966). Zum Ensemble gehörten im Laufe der Jahre renommierte Flamenco-Sänger wie Enrique Morente und Maria La Talegona und -Musiker wie die Pianisten Armin Janssen (Künstlername: Antonio Robledo) oder die Gitarristen Paco Hernandez bzw. Andrés Batistaan.
Ab den 1990er Jahren kehrte Udaeta als Charakterdarsteller auf die Tanzbühne zurück: als Don Quixote (Staatsoper Berlin), Herodes in der Salome von Richard Strauss (Teatro Liceo Barcelona) und als Komtur in Don Juan (Ballet Nacional de España, Madrid).
Udaeta war Gastchoreograf für das Opernhaus Hannover (1952), Zürich (1956), Amsterdam (1975/76) und trat mit zwei Choreografien für das New Yorker Harkness-Ballet und am Gran Teatre del Liceu in Barcelona (1970) in Erscheinung. Weitere Stationen als Choreograph waren das Königliche Ballett Kopenhagen (1978), Stockholm (1978), Dallas (1983); Schlossfestspiele Ludwigsburg (1984), Salzburger Festspiele (1985), Düsseldorf / Duisburg (1986), Deutsche Oper Berlin (1987), Staatstheater Stuttgart und Landestheater Salzburg (1988), Düsseldorf / Duisburg (1989), Staatstheater Stuttgart (1991), Staatsoper Unter den Linden Berlin (1993). Ab 1993 choreographierte er für das Arsis Kammerballett Barcelona und ab 1994 für die eigene Bühnenshow La Castañuela Viva (auf Tourneen), später für die Aalto Oper Essen (1999) und die Wiener Staatsoper (2001).

### Tanzpädagogik
José de Udaeta begann spätestens 1948 mit dem Unterrichten, als er in Zürich bei den Internationalen Sommerkursen zum Dozententeam um Mary Wigman, Harald Kreutzberg und Rosalia Chladek gehörte. 1957 war er Gastdozent der Roleff-King-Schule in München. Von 1958 bis 1978 unterrichtete er an der jährlichen Internationalen Sommerakademie des Tanzes in Krefeld bzw. Köln. Von 1967 bis 1970 unterrichtete er außerdem an der Ballettschule der Zürcher Oper, 1972 bis 1982 an der Hochschule für Musik und Tanz in Hannover, 1973 bis 1981 an der Tanzakademie Wien, 1975 und 1980 an der Ballettschule der Oper Amsterdam, 1976 bis 1983 an der John Cranko Schule Stuttgart, sowie beim Opernballett Kopenhagen, an der Ballettakademie Stockholm, an der Palucca Schule Dresden, am Institut für Bühnentanz Köln, an der Tanzakademie Peking, am Ballettzentrum Hamburg John Neumeier, an der Tanzakademie Göteborg, an der Ballettschule der Oper Leipzig und an der Staatlichen Ballettschule Berlin. Ferner an vielen privaten Tanzausbildungsinstituten, z. B. zwei- bis dreimal jährlich von 1976 bis 1995 an der Braig-Witzel-Schule in Stuttgart oder  zwischen 1988 und 1991 an der Heinz Bosl Stiftung in München. In Sitges bei Barcelona eröffnete Udaeta 1973 ein eigenes Zentrum für Spanischen Tanz, das er bis 1994 leitete. Seit 1977 unterrichtete Udaeta auch konzertantes Kastagnettenspiel, vor allem in Gastkursen an amerikanischen Universitäten und deutschen Ballettzentren.

### Kastagnetten-Virtuose
Jose de Udaeta beschäftigte sich seit 1970 intensiv mit der Technik des konzertanten Kastagnettenspiels und startete im Alter von 57 Jahren 1976 eine weitere Karriere: als Kastagnetten-Virtuose. Er gab bis 2007 nachweislich 131 Kastagnettenkonzerte auf internationalen Bühnen. So brachte er am 14. Oktober 1995 im Großen Sendesaal des WDR-Köln das Conciertino für Kastagnetten und Sinfonieorchester von Helmut M. Timpelan zur Uraufführung. Als Duopartner mit der Opernsängerin Montserrat Caballé feierte er zwischen 1977 und 2003 auf den bedeutendsten Opern- und Konzertbühnen Triumphe: an der Mailänder Scala, am Royal Opera House London, in der New Yorker Carnegie Hall, am Théâtre des Champs-Élysées in Paris, in München, Stockholm, Oslo, Helsinki, Barcelona, der Royal Festival Hall London und in der Berliner Philharmonie, im Londoner Hampton Court Palace und Wiener Konzerthaus. Zwischen 1979 und 2002 stand er bei den Ludwigsburger Schlossfestspielen dreizehnmal mit eigenen Programmen auf der Bühne.

## Würdigung
Honorable Ilustrissimo Don José de Udaeta gilt als einer der bedeutendsten inoffiziellen „Botschafter der spanischen Kultur“, wie neben seinen internationalen Erfolgen seine zahlreichen Auszeichnungen belegen.

## Werke als Autor
- Flamenco. Die Tanzarchiv-Reihe, Bd. 5. Hamburg 1964.
- Die spanische Kastagnette. Ursprung und Entwicklung. (deutsch/englisch). Ulrich Steiner Verlag, Overath 1985. ISBN 3-924953-02-3 (spanische Ausgabe: Editiones del Serbal, Barcelona 1989).

## Auszeichnungen
- 1987 Deutscher Tanzpreis
- 1989 Medalla de Bellas Artes, verliehen durch den spanischen König Juan Carlos I., verbunden mit dem Titel „Ilustrissimo“[8]
- 1995 Premi Nacional de Dansa de Catalunya (Nationalpreis für Tanz des Landes Katalonien)
- 2000 Medalla de oro del mérit de les arts der Stadt Barcelona
- 2001 la Creu de Saint Jordi (das Kreuz des Hl. Georg, höchste Auszeichnung der Landesregierung von Katalonien), verbunden mit dem Titel Honorable[9]
- 2004 Kritikerpreis für seine Vorstellung El secreto de la castañuela beim Flamencofestival in Jerez de la Frontera